# Johann Ferdinand Hetzendorf von Hohenberg
Johann Ferdinand Hetzendorf von Hohenberg (* 7. Februar 1733 in der Josefstadt (heute 8. Bezirk von Wien); † 14. Dezember 1816 in Wien) war ein frühklassizistischer Architekt aus Österreich.

## Biografie
Johann Ferdinand Hetzendorf war der Sohn des aus Sulzbach in der Oberpfalz stammenden Malers Johann Samuel Hetzendorf und dessen Gattin Theresia Ursula Nefzer. Er wurde in der Wiener Vorstadt Josefstadt geboren. Nach einem Studium an der Akademie der bildenden Künste Wien unternahm er Reisen nach Deutschland und Italien, bei denen er sich vorerst als Theater- und Dekorationsmaler betätigte. 1758 wurde er Ehrenmitglied der neu gegründeten Augsburger Akademie. Über die Theaterdekoration kam er zur Architektur. Er wurde vom Staatskanzler Maria Theresias, Wenzel Anton Graf Kaunitz protegiert, so dass er 1765 die baukünstlerische Leitung von Schloss Schönbrunn übertragen bekam, das von Maria Theresia nach dem Tod ihres Ehemannes Kaiser Franz Stephan von Lothringen neu gestaltet wurde. 1766 wurde er geadelt und trug seither den Namen Hetzendorf von Hohenberg. Von 1769 bis 1772 war er Professor an der Architekturschule der Wiener Akademie, von 1773 bis zu seinem Tode deren Direktor. 1773 wurde er außerdem Mitglied der Académie de France in Rom. 1775 erfolgte die Ernennung zum  Hofarchitekten, 1776 zum wirklichen Hofarchitekten. 1804 wurde er Ehrenbürger der Stadt Wien.
1894 wurde die Hohenbergstraße in Wien-Meidling nach dem Architekten benannt.

## Bedeutung

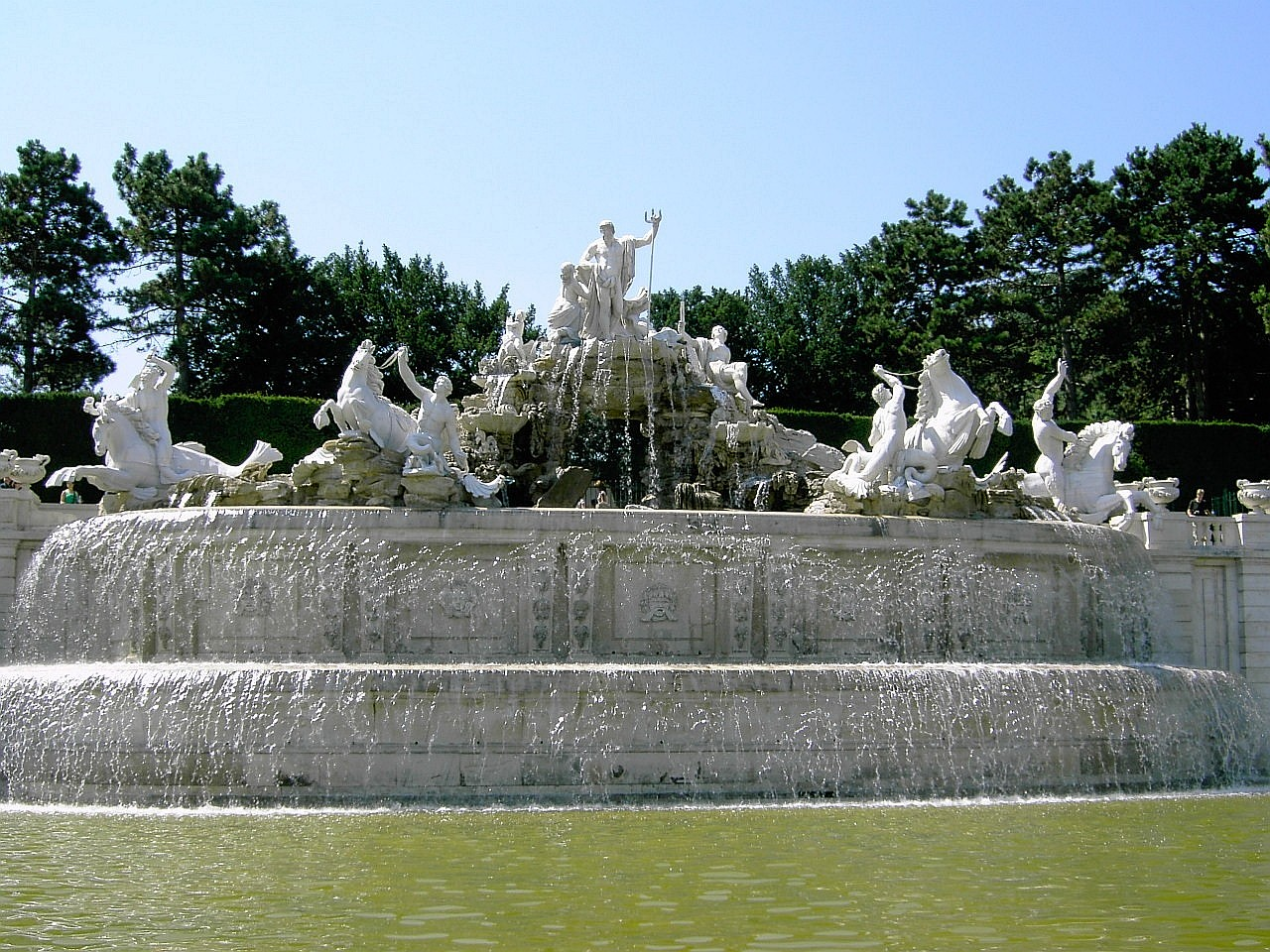
Wiener Neptunbrunnen im Park Schönbrunn

Seine erste Arbeit war die Innenausstattung des Schönbrunner Schlosstheaters im Rokoko-Stil. Seine klassizistischen Umbauvorschläge späterer Zeit wurden nicht realisiert. Wichtig wurde Hetzendorf als Gestalter des Schlossgartens nach strengen französischen Prinzipien. Skulpturen wurden zum Teil nach seinen Plänen entworfen, so etwa der Neptunbrunnen. Markantester Teil dieser Planung war die Gloriette. Errichtet 1772–1775 gilt sie als erstes klassizistisches Bauwerk in Österreich. Als Triumphbogen am höchsten der Schlosshügel fungiert sie als Aussichtspunkt und optischer Abschluss des Schlossgartens. Gedacht als Kriegerdenkmal ist sie mit Kriegstrophäen drapiert, für welche man Johann Baptist Hagenauer und Benedikt Hainrizi (der Name „Henrici“ ist irrig) beauftragte.
Deutlich klassizistische Zitate sind der Obelisk im Schlossgarten sowie die Römische Ruine unter Verwendung von Dekorationsteilen aus Schloss Neugebäude. Das Inszenieren von Verfallenem war für seine Zeitgenossen neuartig und brachte ihm internationale Anerkennung. Stilprägend wurde es später für die Gestaltungswelt der Romantik.

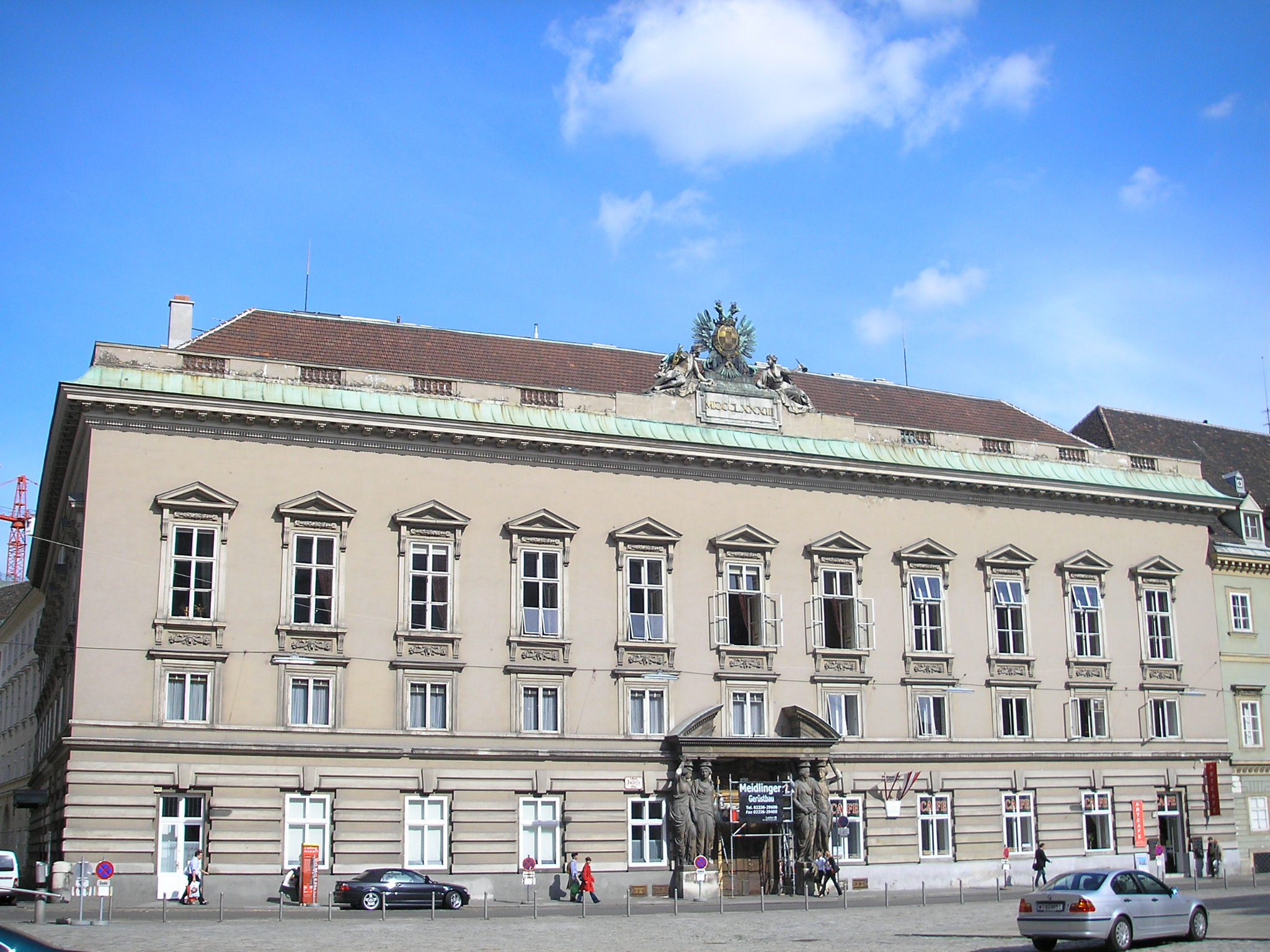
Palais Pallavicini in der Wiener Innenstadt

1783 baute er das Palais Pallavicini' (damals Palais Fries) am Josephsplatz, gegenüber der Hofburg um. Die Front dieses Gebäudes ist geradezu „anti-barock“: sie ist  nicht auf den Eingang hin akzentuiert und bleibt rein additiv, was noch dadurch verstärkt wird, dass als einzige Skulpturen nicht die obligatorischen Karyatiden neben dem Eingangsportal, sondern die ganze Front entlang Vasen in regelmäßigen Abständen vorgesehen waren. Dies wurde schärfstens abgelehnt, und der Besitzer Moritz Reichsgraf von Fries gab dem Druck der öffentlichen Meinung nach und beauftragte Franz Anton von Zauner (von dem auch das gegenüberstehende Denkmal Josephs II. stammt), das Eingangsportal  mit Karyatiden auszustatten.
In den folgenden Jahren beschäftigte sich Hetzendorf von Hohenberg vor allem mit der Umgestaltung von Kirchen, namentlich der Wiener Minoritenkirche und der Augustinerkirche, beides ursprünglich gotische Kirchen, die barockisiert worden waren. Die barocke Inneneinrichtung wurde größtenteils entfernt, was ihm den Ruf eintrug, ein „Regotisierer“ zu sein. Dies ist aber durchaus zweischneidig, da er einige Umbauten machen ließ, die der Gotik zuwiderlaufen: etwa ließ er in der Augustinerkirche im Chor Oratorien einbauen, was das für die Gotik wichtige Gefühl der Höhe empfindlich stört. In der Minoritenkirche ließ er den Ludwigschor, einen authentischen gotischen Chor, abmauern (er wurde zu Beginn des 20. Jahrhunderts abgerissen). Waren diese Änderungen also auch noch klassizistisch inspiriert, ging es ihm doch vor allem um einen harmonischen Gesamteindruck, der durchaus auch die Gotik zur Geltung brachte.

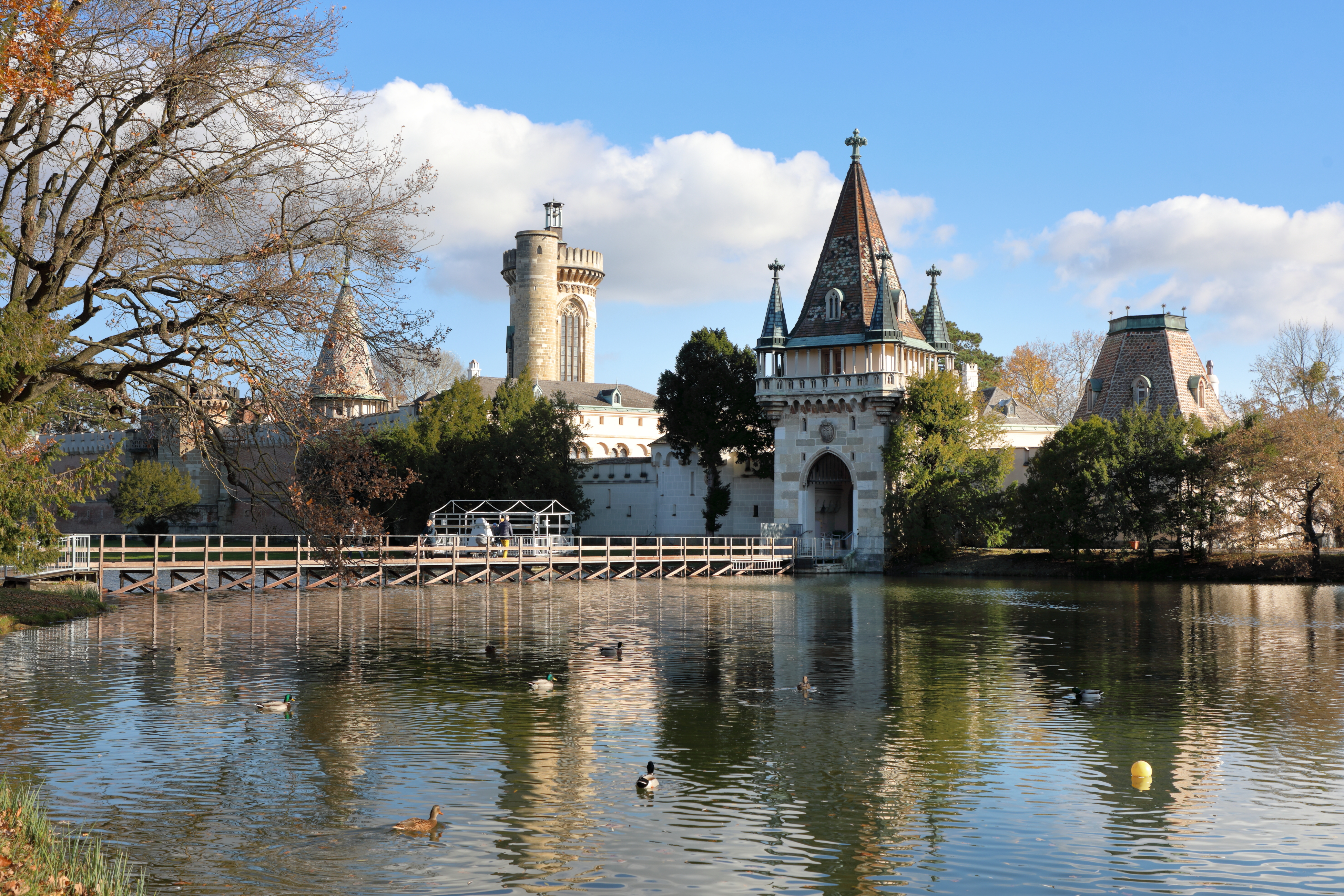
Die Franzensburg in Laxenburg wurde um 1800 in zwei Teilen (Ritterburg und Knappenburg) geplant.

Diese Tendenz zur Neugotik schlug aber in seinen letzten Projekten immer mehr durch, so in seinen (in dieser Form nicht gebauten) Plänen für Schloss Laxenburg, wo er fast so etwas wie eine künstliche mittelalterliche Burg entwarf.
Hetzendorf von Hohenberg verkörperte wie kein anderer die vielfältigen Möglichkeiten seiner  Zeit. Durchaus noch mit der Barockarchitektur vertraut, verhalf er dem Klassizismus in Österreich zum Durchbruch, um am Ende bereits so etwas wie den Historismus vorwegzunehmen, dessen Pragmatismus – verschiedene ästhetische Lösungen für verschiedenartige Bauwerke zuzulassen – von ihm bereits vorweggenommen wurde.

## Werke
- Innenausstattung des Schönbrunner Schlosstheaters, Wien (1766/67)
- Festgerüste anlässlich von Heiligsprechungen vor der Piaristen-( Ordensgründer Hl.Joseph von Calasanz) und der Salesianerinnenkirche, Wien (1768)
- Altäre der Pfarrkirche St. Josef zu Margareten, Wien (1771)

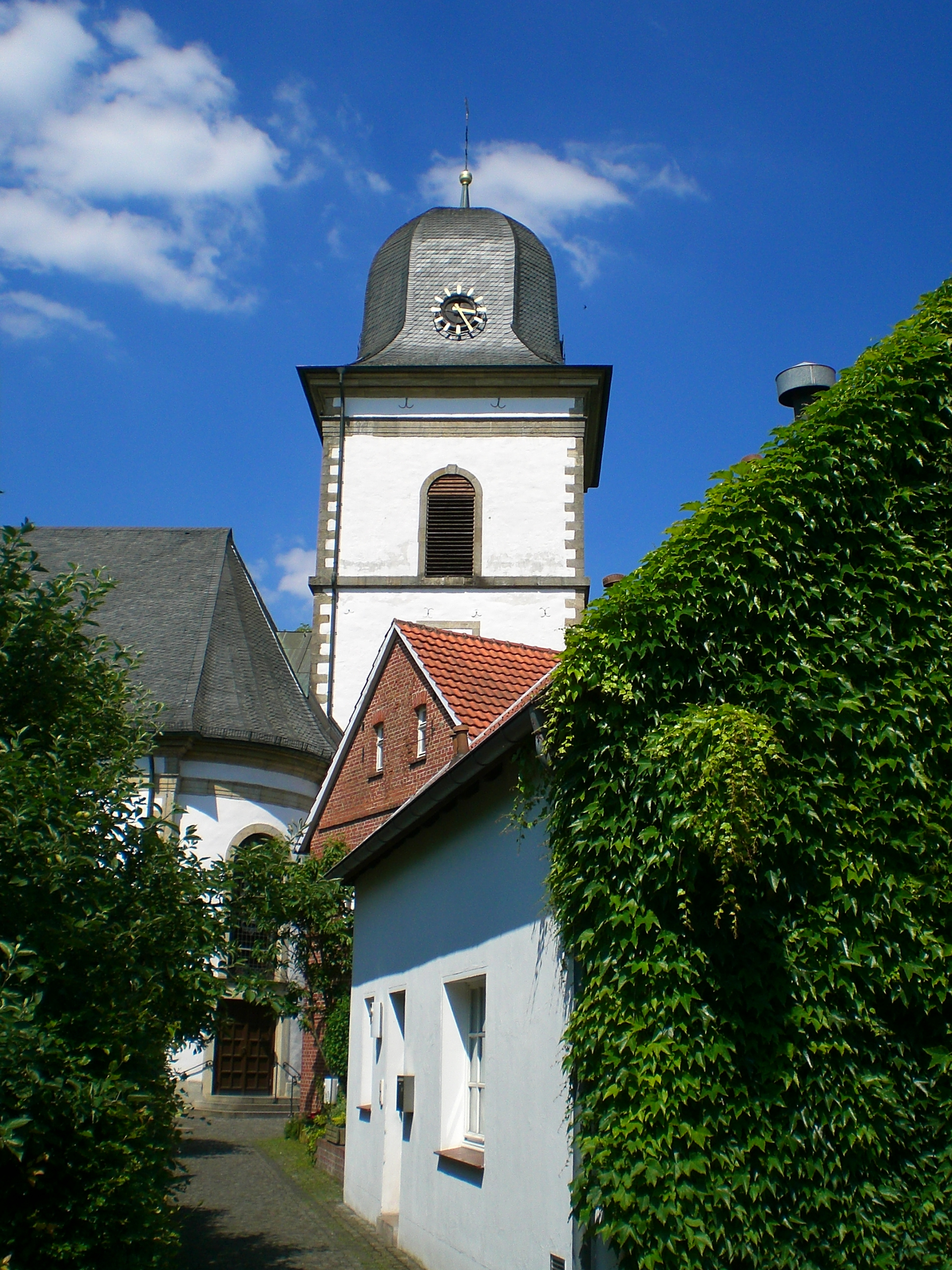
Katholische Kirche St. Anna in Verl. Auftraggeber war Fürst Wenzel Anton von Kaunitz-Rietberg

- Gloriette, Schönbrunner Schlosspark, Wien (1775)
- Obeliskkaskade, Schönbrunner Schlosspark, Wien (1777)
- Hochaltar der Lichtentaler Kirche, Wien (1777)
- Römische Ruine, Schönbrunner Schlosspark, Wien (1778)
- Palais Fries (später Pallavicini), Wien (1783/84)
- Regotisierung der Augustinerkirche, Wien (um 1784)
- Veränderung der Innenausstattung der Wiener Minoritenkirche, (um 1785)
- Veränderung der Innenausstattung der Michaelerkirche, Wien (1792)
- Entwurf der Kirche St. Anna, Verl (1792–1801)
- Der Tempel der Nacht im Schlosspark von Schönau an der Triesting (1796)[2]
- Stuckdecken im Schwarzenbergpalais, Wien (1802)
- diverse Gartenbauten für Schloss Laxenburg
- Triumphpforten, Trauergerüste, Theaterprospekte

## Der kaiserlich-königliche Steinbruch
Vor allem tragende Architekturteile wurden aus härtestem Kaiserstein gearbeitet, so ist eine intensive Zusammenarbeit mit Kaisersteinbrucher Meistern dokumentiert.